# Готтфрід Менні
Готтфрід Менні (Gottfried Menny; 6 жовтня 1895, Брауншвейг — 8 березня 1959, Берлін) — німецький офіцер, генерал-майор вермахту. Кавалер Німецького хреста в сріблі.

## Біографія
17 березня 1914 року вступив в армію. Учасник Першої світової війни. 31 січня 1920 року демобілізований. 1 листопада 1923 року вступив у поліцію. 1 травня 1936 року перейшов у вермахт і був призначений у штаб 11-го дивізіону зв'язку. З 1 червня 1936 року — командир 11-го, з 12 жовтня 1937 року — 62-го дивізіону зв'язку, з 1 червня 1949 року — 639-го полку зв'язку. З 15 квітня 1941 року — командувач частин зв'язку в Норвегії, з 1 серпня 1943 року — 20-ї гірської армії. Одночасно з 29 травня по 5 липня 1944 року виконував обов'язки командира 2-ї гірської дивізії. 9 травня 1945 року взятий у полон британськими військами. 22 січня 1948 року звільнений.

## Звання
- Фанен-юнкер (17 березня 1914)
- Фенріх (26 жовтня 1914)
- Лейтенант (17 січня 1915; патент від 23 червня 1913)
- Оберлейтенант (18 жовтня 1918)
- Гауптман поліції (1 липня 1923)
- Майор земельної поліції (1 липня 1934)
- Майор (1 липня 1934)
- Оберстлейтенант (1 серпня 1937)
- Оберст (1 липня 1940)
- Генерал-майор (1 січня 1944)

## Нагороди
- Залізний хрест 2-го і 1-го класу
- Почесний хрест ветерана війни з мечами
- Медаль «За вислугу років у Вермахті» 4-го, 3-го і 2-го класу (18 років)
- Застібка до Залізного хреста
  - 2-го класу (20 вересня 1939)
  - 1-го класу (31 травня 1940)
- Хрест Воєнних заслуг 2-го і 1-го класу з мечами
- Німецький хрест в сріблі (8 лютого 1945)